# Chiquitos
Chiquitos is een provincie van het departement Santa Cruz in Bolivia. Het vormt, samen met de omliggende provincies José Miguel de Velasco, Ñuflo de Chávez, Ángel Sandoval, Germán Busch en Guarayos het zogenaamde Gran Chiquitania. De provincie heeft een oppervlakte van 31.429 km² en heeft 82.429 inwoners (2012). De hoofdstad is San José de Chiquitos.
Chiquitos is verdeeld in drie gemeenten:
- Pailón
- Roboré
- San José de Chiquitos

Andrés Ibáñez · 
Ángel Sandoval · 
Chiquitos · 
Cordillera · 
Florida · 
Germán Busch · 
Guarayos · 
Ichilo · 
Ignacio Warnes · 
José Miguel de Velasco · 
Manuel María Caballero · 
Ñuflo de Chávez · 
Obispo Santistevan · 
Sara · 
Vallegrande